# Stazione di Pozzolo Formigaro
La stazione di Pozzolo Formigaro è una stazione ferroviaria posta sulla linea Tortona-Novi Ligure. Serve il centro abitato di Pozzolo Formigaro.

## Storia
Il 26 giugno 2014 sono stati soppressi i binari 4, 5 e 6 ed il Segnalamento di Manovra.
Il 4 settembre 2017 l'intera linea Tortona-Novi Ligure è stata chiusa per lavori connessi alla realizzazione della linea ad alta velocità tra Tortona e Genova, il cosiddetto terzo valico dei Giovi. Da tale data i collegamenti tra Novi Ligure e Tortona, a servizio anche di Pozzolo Formigaro, sono stati garantiti con autobus sostituivi in coincidenza a Tortona con i treni; la riapertura al servizio viaggiatori, a seguito della conclusione dei lavori, è avvenuta il 15 gennaio 2024.

## Movimento
La stazione è servita dai treni regionali di Trenord in servizio sulla tratta Milano-Novi Ligure-Arquata Scrivia, effettuati nelle ore di punta dei soli giorni lavorativi; lo stesso servizio veniva svolto da Trenord anche prima del periodo di chiusura della tratta.